# Cristoberea assamensis
Cristoberea assamensis – gatunek chrząszcza z rodziny kózkowatych i podrodziny zgrzypikowych. Jedyny przedstawiciel rodzaju Cristoberea.

## Zasięg występowania
Gatunek ten występuje w Indiach.